# H-25 (航空機)
パイアセッキ H-25
「USSフランクリン・D・ルーズベルト」搭載機のHUP-2
- 用途：汎用ヘリコプター
- 製造者：パイアセッキ・ヘリコプター
- 運用者 
  -  アメリカ合衆国（陸軍、海軍）
  -  カナダ（カナダ海軍）
  -  フランス（フランス海軍）
- 初飛行：1948年3月
- 生産数：339機[1]
- 生産開始：1949年2月
- 退役：1958年（アメリカ陸軍）、1964年（カナダ海軍）、1964年（アメリカ海軍）、1965年（フランス海軍）
- 運用状況：退役

H-25 ミュール/HUP レトリバー（H-25 Mule/HUP Retriever）は、1940年代にアメリカ合衆国のパイアセッキ・ヘリコプター社（後のボーイング・バートル社）で開発された単発星形エンジン搭載のタンデムローター式汎用ヘリコプターである。アメリカ陸軍やアメリカ海軍、カナダ海軍、フランス海軍等で運用された。また、初めて自動操縦装置を装備した量産ヘリコプターでもある。

## 設計と開発
1945年に航空母艦や戦艦、巡洋艦から発艦できる小型の汎用/救難ヘリコプターを求めたアメリカ海軍はヘリコプター各社に応募を掛け、パイアセッキ社やシコルスキー社が参加し競争した結果、パイアセッキ社の試作したXJHP-1(社内名称PV-14)が採用されHUP-1として生産命令が下りた。
HUPは艦内に格納出来るよう折り畳むことが出来る直径11mのメインローターを有した。この比較的小さなメインローター直径により折り畳まずとも空母の昇降機に載せて運ぶ事を可能とした。HUP-1は525 hpの離陸定格出力を持つ1つのコンチネンタル R-975-34星形エンジンを搭載していたが、それ以降の型では550 hpを発揮できるR-975-42またはR-975-46A星形エンジンを搭載した。
捜索・救難任務においては181 kgを持ち上げる事の出来るウィンチを副操縦座席を折り畳んだ状態で使用する事が出来た。高Gに耐える能力をデモンストレーション飛行で披露した際、意図せずループ機動を行った最初のヘリコプターとなった。

## 運用の歴史

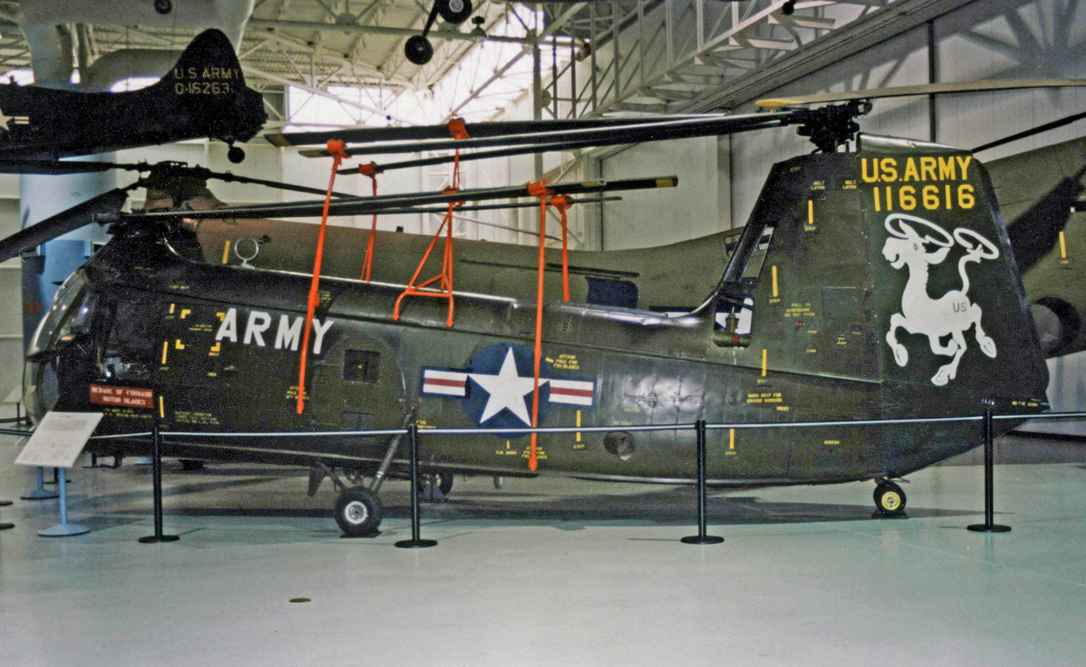
アラバマ州のUS Army Aviation Museumに展示されるH-25A

1949年2月に最初の32機のHUP-1がアメリカ海軍に引き渡された。その後直ぐにエンジンをより強力なものに変更し水平安定板等を取り除いたHUP-2(社内名称PV-18)の運用も開始された。HUP-2は自動操縦装置を備えた最初の量産ヘリコプターとなった。対潜任務のためソナー等の設備が追加された機体はHUP-2Sと呼ばれた。アメリカ海軍はHUP-2で「Raydist」と呼ばれるシステムの試験を行った。これは無人のHUP-2を地上局から無線で制御し、指定した地点から5フィート以内でホバリングを行うというものだった。エド・エアクラフトはHUP-2を使いグラスファイバー製の船体とアウトリガーフロートで浮揚試験を行った。
アメリカ陸軍も改良されたHUP-2をH-25A ミュールとして採用したが、殆どは直ぐに部隊から退きHUP-3という名称でアメリカ海軍で使用された。アメリカ陸軍では、H-25AにNAKA 38mmロケット弾ポッド2基(計132発)と7.62mm機銃2丁による武装化を試験的に行った。
1954年、カナダ海軍はH-25Aを3機発注し、HUP-3の仕様に改修された後捜索・救難任務やその他様々な用途で活用するためCCGSラブラドールに搭載された。その後は遠距離早期警戒レーダーの建設作業等にも使用された。
6年間で339機が生産され、その後余剰となった幾らかの機体は民間機として登録された。フランス海軍にも少なくとも7機が移送された。

## バリエーション

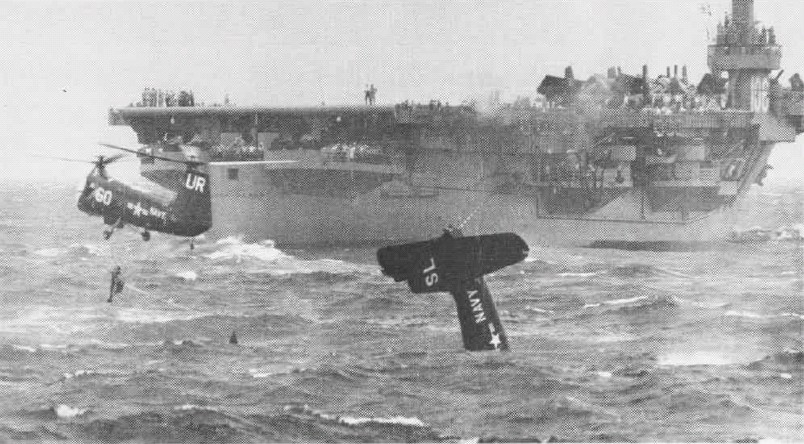
1953年にアメリカ海軍のHUPが救難任務を行っている様子

XHJP-1
水平安定板とその翼端に傾斜の掛かった垂直安定板を装備し、525 hpのコンチネンタル R-975-34星形エンジンを搭載した試作機。社内名称はPV-14。2機、或いは3機製造された。
HUP-1
最初の量産型。32機製造。
HUP-2
改良型。水平安定板及び垂直安定板を廃止し、550 hpのコンチネンタルR-975-42星形エンジンを搭載。1962年にUH-25Bに改称。
HUP-2S
ソナーを装備した対潜型。12機製造。
HUP-3
アメリカ陸軍のH-25Aをアメリカ海軍へ移管し、海軍用に仕様変更した型。H-25Aの内50機がアメリカ海軍へ、3機がカナダ海軍へ移管された。アメリカ海軍へ移管されたHUP-3は1962年にUH-25Cに改称。
H-25A
HUP-2をアメリカ陸軍仕様に改修した型。エンジンはコンチネンタルR-975-46A星形エンジンを搭載し、パワーブーストコントロール、大型化されたドア、及び強化されたフロアを装備した。
1953年から70機が配備されたが、最前線での使用には不向きであり、1954 - 1955年の間にアメリカ海軍やカナダ海軍に移管化され、残った機体は主に訓練で使用され、1958年に退役した。
UH-25B
HUP-2が1962年に改称された名称。
UH-25C
HUP-3が1962年に改称された名称。

## 運用国
アメリカ合衆国
- アメリカ海軍
- アメリカ陸軍

 カナダ
- カナダ海軍

 フランス
- フランス海軍

## 現存機

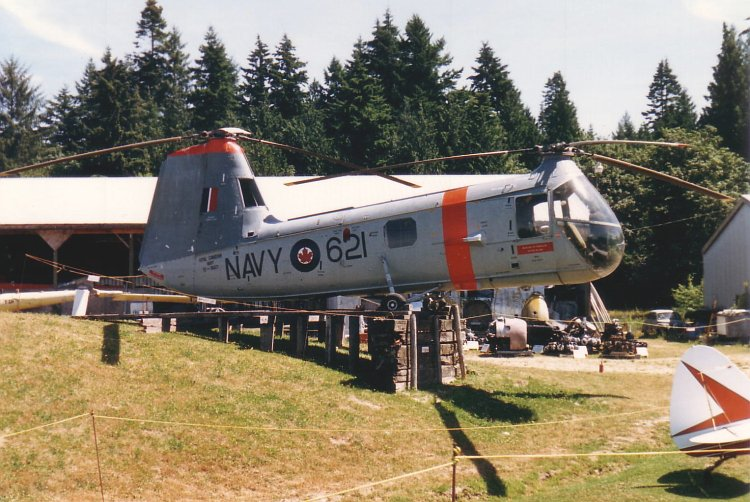
Canadian Museum of Flightで展示されるカナダ海軍のHUP-3 51-16621(現在はアメリカ、カリフォルニア州ラモーナのクラシックローターミュージアムに展示)

6桁の数字は米国海軍航空局（BuAer）の局番号（BuNo）。アメリカ陸軍からアメリカ海軍に移管された50機のH-25A / HUP-3はすべてに新しい局番号が与えられている。カナダ海軍に移管された3機も再指定されたが、元のアメリカ陸軍のシリアル番号を保持していた。

### カナダ
UH-25B（HUP-2）
- 128529 - ノバスコシア州、シアウォーターのシアウォーター航空博物館に展示。カナダ海軍で使用されたHUP-3。

UH-25C（HUP-3）
- 51-16623 - オンタリオ州オタワのカナダ航空宇宙博物館に展示。

### オランダ
UH-25B（HUP-2）
- 130076 - ロッテルダムに展示。この航空機はもともとアメリカ海軍によって使用され、その後フランス海軍に移管された。

### イギリス
UH-25C（HUP-3）
- 51-16622 - ウェストンスーパーメアにあるRC ヘリコプター博物館に展示。

### アメリカ
H-25A Army Mule
- 51-16616 - アラバマ州フォートラッカーのアメリカ陸軍航空博物館に展示。

HUP-1
- 124915 - カリフォルニア州アラメダのUSSホーネット博物館に展示。

UH-25B（HUP-2）
- 128479 - ペンシルベニア州ウエストチェスターのアメリカンヘリコプター博物館に展示。
- 128517 - ペンシルベニア州ホーシャムのウィングス・オブ・フリーダム航空博物館に展示。
- 128519 - ニューヨーク州ニューヨークにあるイントレピッド海上航空宇宙博物館に展示。
- 128596 - カリフォルニア州サンディエゴにあるフライングレザーネック航空博物館に展示。
- 130059 - カリフォルニア州サンディエゴのミッドウェイ博物館に展示。

UH-25C（HUP-3）
- 147595 - アリゾナ州ツーソンのピマ航空宇宙博物館に展示。
- 147600 - ミシガン州カラマズーの動物園に展示。
- 147607 - フロリダ州ペンサコーラの国立海軍航空博物館に展示。
- 147628 - カンザス州リベラルにあるミッドアメリカ航空博物館に展示。
- 51-16621 - カリフォルニア州ラモーナのクラシックローターミュージアムに展示。

#### 復元・修復中
UH-25B（HUP-2）
- 130082 - カリフォルニア州サンペドロのアイオワ博物館が展示のため修復中。

UH-25C（HUP-3）
- 147610 - カリフォルニア州チノのヤンクス航空博物館で保管中。

## 性能・主要諸元(HUP-2)

H-25

Data from Jane's All The World's Aircraft 1956–57

### 要目
- 乗員：2 名
- 搭載量：4 名
- 全長：17.35 m(56 ft 11 in)
- 全高：4.01 m(13 ft 2 in)
- 主回転翼直径：10.07 m(35 ft)
- 円板面積：179 m2(1,924 ft2)
- 空虚重量：1874 kg(4132 lb)
- 全備重量：2608 kg(5750 lb)
- 最大離陸重量：2767 kg(6100 lb)
- 発動機：1×コンチネンタル R-975-46A星型エンジン、550 hp(410 kW)

### 性能
- 超過禁止速度：169 km/h(105 mph, 91 kn)
- 巡航速度：129 km/h(80 mph,70  kn)
- 航続距離：547 km(340 miles,295 nmi)
- 巡航高度：3,050 m(10,000 ft)
- 上昇率：5.01 m/s(1000 ft/min)
- 武装(H-25A)：NAKA 38mm ロケット弾132発、7.62mm機銃2丁 (試験的な搭載)